# Gran Premio di Monaco 2014
Il Gran Premio di Monaco 2014 è stata la sesta prova della stagione 2014 del campionato mondiale di Formula 1. La gara, disputatasi domenica 25 maggio 2014 sul circuito di Montecarlo a Monaco, è stata vinta da Nico Rosberg su Mercedes, al suo quinto successo nel mondiale. Rosberg ha preceduto sul traguardo il suo compagno di squadra Lewis Hamilton e Daniel Ricciardo su Red Bull Racing-Renault.

## Vigilia

### Sviluppi futuri
Il circuito francese di Magny-Cours annuncia la sua volontà di rientrare nel calendario iridato a partire dalla stagione 2015. Il Gran Premio di Francia non fa parte del mondiale di Formula 1 dal 2008.

### Aspetti tecnici
La Pirelli, fornitrice unica degli pneumatici, annuncia che per il Gran Premio porterà gomme di mescola supersoft e di mescola soft, esattamente come per la passata edizione.
La FIA indica una sola zona ove si può utilizzare il DRS: è il breve rettilineo di partenza, con detection point stabilito tra le Piscine e la Rascasse.
La Red Bull è costretta a modificare il posizionamento della telecamera posta sul musetto della RB10 in quanto la precedente scelta non consentiva anche la ripresa posteriore.
Viene riasfaltata la parte di tracciato posta tra il Casino e l'entrata del Tunnel.

### Aspetti sportivi
Derek Warwick, ex pilota di F1, è selezionato quale commissario aggiunto per il Gran Premio. Il britannico aveva svolto tale funzione, l'ultima volta, al Gran Premio del Bahrein.

## Prove

### Resoconto
Nella prima sessione del giovedì la classifica è guidata dalle due Mercedes di Lewis Hamilton e Nico Rosberg. I due riescono a scendere sotto il muro dell'1"19, così come Daniel Ricciardo e Fernando Alonso. Lo spagnolo è stato però limitato, nel suo giro migliore, dalla presenza di traffico in pista. Nel corso della sessione Adrian Sutil ha urtato le barriere al Mirabeau, mentre Esteban Gutiérrez, suo compagno di scuderia in Sauber, è andato lungo alla Sainte Devote. Sempre al Mirabeau Max Chilton è andato in testacoda, dovendo spegnere il motore della sua Marussia.
La seconda sessione è penalizzata dall'arrivo della pioggia, tanto che per i primi 45 minuti in pista non gira nessuna vettura. Successivamente i piloti hanno deciso di affrontare il tracciato con gomme intermedie e, infine, negli ultimi dieci minuti, i piloti hanno potuto provare le gomme slick. Il miglior tempo è fatto da Fernando Alonso, che precede Lewis Hamilton e Sebastian Vettel. Kimi Räikkönen non ha potuto affrontare la pista mentre questa si stava asciugando per un problema al cambio della sua monoposto.
Nell'ultima sessione di prove le due Mercedes non monopolizzano i primi due posti della graduatoria, grazie all'inserimento, al secondo posto, di Daniel Ricciardo, staccato di 50 millesimi da Hamilton. Al quarto posto chiude Vettel, che precede le due Ferrari.

### Risultati
Nella prima sessione del giovedì si è avuta questa situazione:
| Pos | Nº | Pilota           | Costruttore             | Tempo    | Gap    | Giri |
| --- | -- | ---------------- | ----------------------- | -------- | ------ | ---- |
| 1   | 44 | Lewis Hamilton   | Mercedes                | 1'18"271 |        | 32   |
| 2   | 6  | Nico Rosberg     | Mercedes                | 1'18"303 | +0"032 | 31   |
| 3   | 3  | Daniel Ricciardo | Red Bull Racing-Renault | 1'18"506 | +0"235 | 37   |

Nella seconda sessione del giovedì si è avuta questa situazione:
| Pos | Nº | Pilota           | Costruttore             | Tempo    | Gap    | Giri |
| --- | -- | ---------------- | ----------------------- | -------- | ------ | ---- |
| 1   | 14 | Fernando Alonso  | Ferrari                 | 1'18"482 |        | 15   |
| 2   | 44 | Lewis Hamilton   | Mercedes                | 1'18"901 | +0"419 | 12   |
| 3   | 1  | Sebastian Vettel | Red Bull Racing-Renault | 1'19"017 | +0"535 | 15   |

Nella sessione del sabato mattina si è avuta questa situazione:
| Pos | Nº | Pilota           | Costruttore             | Tempo    | Gap    | Giri |
| --- | -- | ---------------- | ----------------------- | -------- | ------ | ---- |
| 1   | 44 | Lewis Hamilton   | Mercedes                | 1'16"758 |        | 27   |
| 2   | 3  | Daniel Ricciardo | Red Bull Racing-Renault | 1'16"808 | +0"050 | 26   |
| 3   | 6  | Nico Rosberg     | Mercedes                | 1'16"874 | +0"116 | 24   |

## Qualifiche

### Resoconto
In Q1 il tempo più basso è fatto segnare da Jean-Éric Vergne della Scuderia Toro Rosso, davanti al duo della Mercedes, che però non ha utilizzato le coperture supersoft. L'altro pilota della scuderia faentina, il russo Daniil Kvjat, ha sbattuto alla Nouvelle Chicane, riuscendo però a tornare in box in tempo per la riparazione dell'ala anteriore e per poter ottenere la qualificazione alla fase successiva. Al termine della prima fase vengono esclusi i due piloti della Sauber, i due della Caterham e i due della Marussia. Nel corso della sessione Felipe Massa viene tamponato da Marcus Ericsson, e così non può prendere parte alla Q2.
Nella seconda fase Lewis Hamilton fa segnare il miglior tempo, precedendo Nico Rosberg e Sebastian Vettel. Vengono esclusi dalla fase decisiva, oltre a Massa, anche il suo compagno di team Valtteri Bottas, i due piloti della Lotus, Nico Hülkenberg e Jenson Button.
Nico Rosberg va in testa alla graduatoria dopo il primo tentativo in Q3. Nel secondo va lungo alla Mirabeau alta, costringendo i commissari di gara a esporre le bandiere gialle. Ciò impedisce a Lewis Hamilton, nell'ultimo tentativo, di conquistare la partenza al palo. Questa manovra del tedesco ha portato a un'indagine della FIA, per una presunta volontarietà nel commettere tale errore di guida, al fine di impedire ad altri piloti di battere il suo tempo. Al termine della sessione Rosberg è stato così convocato dai commissari, che però hanno considerato il suo un normale errore di guida, e hanno deciso di non cancellargli i tempi ottenuti.
La seconda fila è composta dai due piloti della Red Bull, mentre la terza da quelli della Ferrari.
Per il tedesco è la pole position numero sei nel mondiale; per la Mercedes è la pole 23, la sesta consecutiva.
Al termine delle qualifiche i commissari decidono di penalizzare Marcus Ericsson per il contatto avvenuto con Massa nella Q1. Lo svedese della Caterham deve partire dalla pit lane e, inoltre, viene penalizzato di due punti sulla Superlicenza. Daniil Kvjat subisce solo una reprimenda per aver ostacolato Pastor Maldonado. Jules Bianchi è penalizzato di cinque posizioni sulla griglia di partenza per aver dovuto sostituire il cambio della sua Marussia.

### Risultati
Nella sessione di qualifica si è avuta questa situazione:
| Pos                         | Nº | Pilota            | Costruttore             | Q1       | Q2          | Q3       | Griglia  |
| --------------------------- | -- | ----------------- | ----------------------- | -------- | ----------- | -------- | -------- |
| 1                           | 6  | Nico Rosberg      | Mercedes                | 1'17"678 | 1'16"465    | 1'15"989 | 1        |
| 2                           | 44 | Lewis Hamilton    | Mercedes                | 1'17"823 | 1'16"354    | 1'16"048 | 2        |
| 3                           | 3  | Daniel Ricciardo  | Red Bull Racing-Renault | 1'17"900 | 1'17"233    | 1'16"384 | 3        |
| 4                           | 1  | Sebastian Vettel  | Red Bull Racing-Renault | 1'18"383 | 1'17"074    | 1'16"547 | 4        |
| 5                           | 14 | Fernando Alonso   | Ferrari                 | 1'17"853 | 1'17"200    | 1'16"686 | 5        |
| 6                           | 7  | Kimi Räikkönen    | Ferrari                 | 1'17"902 | 1'17"398    | 1'17"389 | 6        |
| 7                           | 25 | Jean-Éric Vergne  | STR-Renault             | 1'17"557 | 1'17"657    | 1'17"540 | 7        |
| 8                           | 20 | Kevin Magnussen   | McLaren-Mercedes        | 1'17"978 | 1'17"609    | 1'17"555 | 8        |
| 9                           | 26 | Daniil Kvjat      | STR-Renault             | 1'18"616 | 1'17"594    | 1'18"090 | 9        |
| 10                          | 11 | Sergio Pérez      | Force India-Mercedes    | 1'18"108 | 1'17"755    | 1'18"327 | 10       |
| 11                          | 27 | Nico Hülkenberg   | Force India-Mercedes    | 1'18"432 | 1'17"846    | N.D.     | 11       |
| 12                          | 22 | Jenson Button     | McLaren-Mercedes        | 1'17"890 | 1'17"988    | N.D.     | 12       |
| 13                          | 77 | Valtteri Bottas   | Williams-Mercedes       | 1'18"407 | 1'18"082    | N.D.     | 13       |
| 14                          | 8  | Romain Grosjean   | Lotus-Renault           | 1'18"335 | 1'18"196    | N.D.     | 14       |
| 15                          | 13 | Pastor Maldonado  | Lotus-Renault           | 1'18"585 | 1'18"356    | N.D.     | 15       |
| 16                          | 19 | Felipe Massa      | Williams-Mercedes       | 1'18"209 | senza tempo | N.D.     | 16       |
| 17                          | 21 | Esteban Gutiérrez | Sauber-Ferrari          | 1'18"741 | N.D.        | N.D.     | 17       |
| 18                          | 99 | Adrian Sutil      | Sauber-Ferrari          | 1'18"745 | N.D.        | N.D.     | 18       |
| 19                          | 17 | Jules Bianchi     | Marussia-Ferrari        | 1'19"332 | N.D.        | N.D.     | 21       |
| 20                          | 4  | Max Chilton       | Marussia-Ferrari        | 1'19"928 | N.D.        | N.D.     | 19       |
| 21                          | 10 | Kamui Kobayashi   | Caterham-Renault        | 1'20"133 | N.D.        | N.D.     | 20       |
| 22                          | 9  | Marcus Ericsson   | Caterham-Renault        | 1'21"732 | N.D.        | N.D.     | Pit Lane |
| Tempo limite 107%: 1'22"985 |    |                   |                         |          |             |          |          |

In grassetto sono indicate le migliori prestazioni in Q1, Q2 e Q3.

## Gara

### Resoconto
Nico Rosberg è costretto, prima del via, a sostituire la frizione. Pastor Maldonado non riesce a prendere il via per il giro di formazione ed è costretto al ritiro.
Rosberg scatta al comando, seguito da Lewis Hamilton, poi Sebastian Vettel, Kimi Räikkönen, Daniel Ricciardo e Fernando Alonso. Al Mirabeau Sergio Pérez viene colpito da Jenson Button: la vettura si intraversa e si pone in mezzo al tracciato, costringendo i commissari di gara a inviare in pista la safety car.
Al settimo giro, dopo un pit stop, Vettel si ritira per una perdita di potenza del suo motore. All'undicesimo giro si ritira anche Daniil Kvjat, per un problema tecnico, mentre era decimo.
La gara prosegue col dominio del duo della Mercedes fino al giro 25 quando Adrian Sutil perde il controllo della sua Sauber, poco fuori del Tunnel; la vettura di sicurezza viene nuovamente inviata in pista. Vanno al cambio gomme tutti i migliori. La classifica resta di fatto invariata tranne che per Räikkönen, che colpito da una vettura durante il regime di safety car, subisce la foratura di uno pneumatico ed è costretto a un secondo pit stop, che lo fa retrocedere in quattordicesima posizione.
Durante le fasi del cambio gomme viene sfiorata la collisione tra Vergne e Magnussen. Alla ripartenza della gara il danese riesce comunque a passare il francese. Anche Nico Hülkenberg passa il pilota della McLaren. Poco dopo Vergne viene penalizzato con un drive through per la manovra ai box. La classifica vede sempre in testa le due Mercedes, seguite da Ricciardo, Alonso, Massa (che non ha ancora effettuato il pit stop), Hülkenberg, Magnussen e Button.
Felipe Massa cambia le gomme al giro 45, e scende in graduatoria all'undicesimo posto. Al giro 52 Vergne si ritira per un problema al motore della sua STR. Cinque giri più tardi anche Valtteri Bottas (ottavo) abbandona per un guasto tecnico. Viene inoltre comunicato che, al tempo di Jules Bianchi, verranno, al termine della gara, aggiunti cinque secondi per aver scontato una precedente penalizzazione in regime di safety car.
Un altro ritiro si verifica al giro 61: Esteban Gutiérrez finisce contro le protezioni alla Rascasse, danneggiando irreparabilmente la sua Sauber. Intanto Lewis Hamilton deve rallentare la sua corsa perché qualcosa gli è entrato nell'occhio, disturbandogli la visuale. Al settantaduesimo giro Button passa Magnussen per la sesta piazza. Un giro dopo anche Kimi Räikkönen tenta di passare il danese, al tornantino, ma le due vetture si toccano, ed entrambi perdono diverse posizioni.
Nico Rosberg vince per la seconda volta consecutiva a Monaco e torna in testa al mondiale. Secondo giunge Lewis Hamilton, che negli ultimi giri riesce a non farsi sopravanzare da Ricciardo. Jules Bianchi chiude nono, conquistando i primi punti iridati per lui e per la Marussia.

### Risultati
I risultati del Gran Premio sono i seguenti:
| Pos | Nº | Pilota            | Costruttore             | Giri | Tempo/Ritiro            | Griglia | Punti |
| --- | -- | ----------------- | ----------------------- | ---- | ----------------------- | ------- | ----- |
| 1   | 6  | Nico Rosberg      | Mercedes                | 78   | 1h49'27"661             | 1       | 25    |
| 2   | 44 | Lewis Hamilton    | Mercedes                | 78   | +9"210                  | 2       | 18    |
| 3   | 3  | Daniel Ricciardo  | Red Bull Racing-Renault | 78   | +9"614                  | 3       | 15    |
| 4   | 14 | Fernando Alonso   | Ferrari                 | 78   | +32"452                 | 5       | 12    |
| 5   | 27 | Nico Hülkenberg   | Force India-Mercedes    | 77   | +1 giro                 | 11      | 10    |
| 6   | 22 | Jenson Button     | McLaren-Mercedes        | 77   | +1 giro                 | 12      | 8     |
| 7   | 19 | Felipe Massa      | Williams-Mercedes       | 77   | +1 giro                 | 16      | 6     |
| 8   | 8  | Romain Grosjean   | Lotus-Renault           | 77   | +1 giro                 | 14      | 4     |
| 9   | 17 | Jules Bianchi     | Marussia-Ferrari        | 77   | +1 giro                 | 21      | 2     |
| 10  | 20 | Kevin Magnussen   | McLaren-Mercedes        | 77   | +1 giro                 | 8       | 1     |
| 11  | 9  | Marcus Ericsson   | Caterham-Renault        | 77   | +1 giro                 | PL      |       |
| 12  | 7  | Kimi Räikkönen    | Ferrari                 | 77   | +1 giro                 | 6       |       |
| 13  | 10 | Kamui Kobayashi   | Caterham-Renault        | 75   | +3 giri                 | 20      |       |
| 14  | 4  | Max Chilton       | Marussia-Ferrari        | 75   | +3 giri                 | 19      |       |
| Rit | 21 | Esteban Gutiérrez | Sauber-Ferrari          | 59   | Incidente               | 17      |       |
| Rit | 77 | Valtteri Bottas   | Williams-Mercedes       | 55   | Motore                  | 13      |       |
| Rit | 25 | Jean-Éric Vergne  | STR-Renault             | 50   | Scarico                 | 7       |       |
| Rit | 99 | Adrian Sutil      | Sauber-Ferrari          | 23   | Incidente               | 18      |       |
| Rit | 26 | Daniil Kvjat      | STR-Renault             | 10   | Scarico                 | 9       |       |
| Rit | 1  | Sebastian Vettel  | Red Bull Racing-Renault | 5    | Turbo                   | 4       |       |
| Rit | 11 | Sergio Pérez      | Force India-Mercedes    | 0    | Collisione con J.Button | 10      |       |
| NP  | 13 | Pastor Maldonado  | Lotus-Renault           | 0    | Pompa carburante        | 15      |       |

## Classifiche mondiali

### Piloti
| Pos | Pilota           | Punti |
| --- | ---------------- | ----- |
| 1   | Nico Rosberg     | 122   |
| 2   | Lewis Hamilton   | 118   |
| 3   | Fernando Alonso  | 61    |
| 4   | Daniel Ricciardo | 54    |
| 5   | Nico Hülkenberg  | 47    |
| 6   | Sebastian Vettel | 45    |
| 7   | Valtteri Bottas  | 34    |
| 8   | Jenson Button    | 31    |
| 9   | Kevin Magnussen  | 21    |
| 10  | Sergio Pérez     | 20    |
| 11  | Felipe Massa     | 18    |
| 12  | Kimi Räikkönen   | 17    |
| 13  | Romain Grosjean  | 8     |
| 14  | Jean-Éric Vergne | 4     |
| 15  | Daniil Kvjat     | 4     |
| 16  | Jules Bianchi    | 2     |

### Costruttori
| Pos | Costruttore             | Punti |
| --- | ----------------------- | ----- |
| 1   | Mercedes                | 240   |
| 2   | Red Bull Racing-Renault | 99    |
| 3   | Ferrari                 | 78    |
| 4   | Force India-Mercedes    | 67    |
| 5   | McLaren-Mercedes        | 52    |
| 6   | Williams-Mercedes       | 52    |
| 7   | Lotus-Renault           | 8     |
| 8   | STR-Renault             | 8     |
| 9   | Marussia-Ferrari        | 2     |

## Decisioni della FIA
Al termine della gara, il pilota della Ferrari, Kimi Räikkönen, ha subito una reprimenda da parte dei commissari per il tamponamento portato a Kevin Magnussen, nella parte finale della Gran Premio. Nessuna penalità è stata invece decisa per Jenson Button, sottoposto ad indagine per l'incidente di Sergio Pérez, avvenuto nel corso del primo giro.